# Molí de l'Oller
El Molí de l'Oller és un molí del terme municipal de Castellterçol, a la comarca del Moianès.
Està situat en el sector nord del terme municipal, a llevant de la carretera C-59 i a la dreta de la riera de la Fàbrega, 600 metres al sud-est de la masia de la Fàbrega i del Molí de la Fàbrega.